# Psyra matsumurai
Psyra matsumurai là một loài bướm đêm trong họ Geometridae.